# Jorgo Bulo
Jorgo Bulo, né le 27 avril 1939 à Zagori (district de Gjirokastër) et mort le 26 novembre 2015 à Përmet, dans le même district, est un philologue, historien et critique littéraire albanais, membre de l'Académie albanaise des Arts et des Sciences depuis 2003.

## Biographie
Il étudie l'albanais et la littérature albanaise à la Faculté d'histoire et de philologie de l'université de Tirana et obtient son diplôme en 1960. En 1966, il commence à travailler pour l'Institut de linguistique et de littérature de Tirana. De 1972 à 2008, il fait partie de l'équipe éditoriale de la revue scientifique Studime Filologjike (Études philologiques), dont il est rédacteur en chef de 1997 à 2007. En 1986, il est nommé directeur adjoint, puis directeur en 1990, de l'Institut de linguistique et de littérature de Tirana. Titulaire d'un doctorat en philologie en 1982, il est professeur associé en 1994, puis professeur en 1998. En 2003, il est admis à l'Académie albanaise des Arts et des Sciences.